# Giuseppe Burgstaller-Bidischini
Giuseppe Burgstaller-Bidischini, v německých pramenech Josef Burgstaller von Bidischini (16. září 1840 – 6. listopadu 1914 Terst), byl rakouský šlechtic a politik italské národnosti, v 2. polovině 19. století poslanec Říšské rady .

## Biografie
Byl předsedou zemské komise pro zalesňování a první viceprezident zemského pomocného spolku Červeného kříže. V čele zalesňovací komise stál od jejího založení roku 1882. V roce 1907 byl po něm pojmenován nově vysazený les Burgstaller–Bidischini poblíž Terstu.
Zasedal i jako poslanec Říšské rady (celostátního parlamentu Předlitavska), kam nastoupil v doplňovacích volbách roku 1882 za kurii městskou v Terstu, II. a III. voličský sbor. Slib složil 10. února 1882. Mandát obhájil ve volbách roku 1885 a volbách roku 1891. Ve volebním období 1879–1885 se uvádí jako šlechtic Josef Burgstaller von Bidischini, statkář, bytem Terst.
Na Říšské radě se koncem roku 1882 připojil k nově vzniklému Coroniniho klubu, který se snažil o politiku vstřícnější vládě. Jako člen této parlamentní frakce se uvádí i po volbách v roce 1885. Podle jiného zdroje ale po volbách vystupoval jako nezařazený poslanec. Byl italské národnosti. Když v roce 1888 navštívil císař František Josef I. parlament, mluvil s poslanci Burgstallerem, Millevoiem a Bazzanellou italsky.
Zemřel v listopadu 1914.